# Ivan Basso
Ivan Basso (Gallarate, 26 de novembre del 1977) és un ciclista professional italià que fou professional de 1999 a 2015. Basso, amb el sobrenom d'Ivan el Terrible, era considerat un dels millors escaladors del pilot professional de la dècada del 2000, i també un dels millors corredors de voltes per etapes.
Ha guanyat el Giro d'Itàlia, havent-se endut l'edició del 2006 de la gran volta italiana mentre corria pel Team CSC. Tanmateix, el 2007 Basso admeté que planejava utilitzar dopatge i rebé una sanció de dos anys sense córrer. La sanció s'acabà el 24 d'octubre del 2008, i tornà a córrer dos dies més tard a la Japan Cup, on aconseguí un tercer lloc darrere Damiano Cunego i Giovanni Visconti.
El 2009 va córrer la Volta a Espanya i el Giro d'Itàlia, finalitzant ambdues carreres entre els cinc primers de la general.
L'any 2010 va tornar a guanyar el Giro d'Itàlia.
El 13 de juliol de 2015 anuncià que patia un petit càncer al testicle esquerre que l'obligava a retirar-se del Tour de França. L'octubre del mateix any, un cop superada la malaltia, va comunicar la seva retirada definitiva.

## Palmarès
- 1997
  - 1r al GP Industria e Commercio di San Vendemiano
  - 1r a la Piccola Sanremo
- 1998
  -  Campió del món en ruta sub-23
  - 1r al Tríptic de les Ardenes i vencedor de 2 etapes
- 2000
  - Vencedor de 2 etapes del Regio Tour
- 2001
  - Vencedor d'una etapa del Tour del Mediterrani
  - Vencedor d'una etapa de l'Euskal Bizikleta
  - Vencedor d'una etapa de la Volta a Àustria
- 2002
  -  1r de la Classificació dels joves del Tour de França
- 2004
  - 1r al Giro de l'Emília
  - 1r a l'Acht van Chaam
  - Vencedor d'una etapa del Tour de França
- 2005
  - 1r a la Volta a Dinamarca i vencedor de 4 etapes
  - Vencedor de 2 etapes del Giro d'Itàlia
- 2006
  -  1r al Giro d'Itàlia i vencedor de 3 etapes
  - 1r al Critèrium Internacional i vencedor d'una etapa
  - Vencedor d'una etapa del Circuit de La Sarthe
- 2009
  - 1r al Giro del Trentino
- 2010
  -  1r al Giro d'Itàlia i vencedor d'una etapa
  - 1r al Gran Premi de la indústria i el comerç artesanal de Carnago
- 2011
  - 1r al Giro de Padània i vencedor d'una etapa
  - 1r al Gran Premi de Lugano
- 2012
  - 1r a la Japan Cup

### Resultats al Tour de França

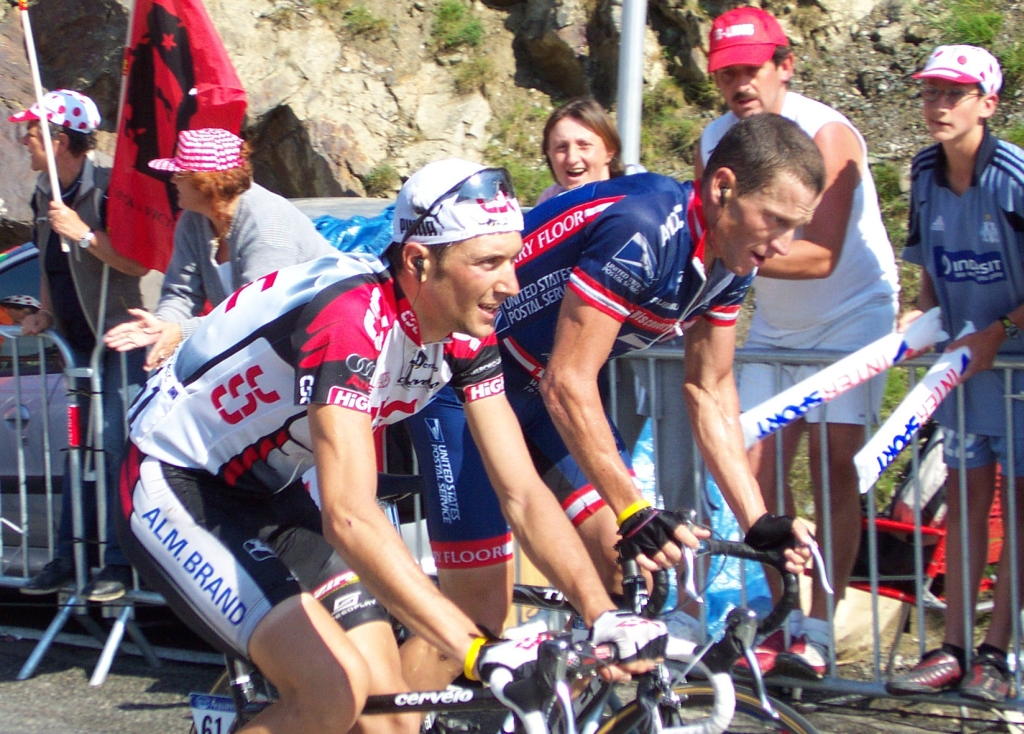
Al Tourmalet amb Lance Armstrong el 2004

- 2001. No surt a la 8a etapa després d'una caiguda
- 2002. 11è de la classificació general.  1r de la Classificació dels joves
- 2003. 7è de la classificació general
- 2004. 3r de la classificació general. Vencedor d'una etapa
- 2005. 2n de la classificació general
- 2010. 32è de la classificació general
- 2011. 7è de la classificació general[5][6]
- 2012. 25è de la classificació general
- 2015. No surt (10a etapa)

### Resultats al Giro d'Itàlia
- 1999. Abandona (8a etapa)
- 2000. 52è de la classificació general
- 2005. 27è de la classificació general. Vencedor de 2 etapes
- 2006.  1r de la classificació general. Vencedor de 3 etapes
- 2009. 5è de la classificació general
- 2010.  1r de la classificació general. Vencedor d'1 etapa
- 2012. 5è de la classificació general
- 2014. 15è de la classificació general
- 2015. 51è de la classificació general

### Resultats a la Volta a Espanya
- 2009. 4t de la classificació general
- 2013. Abandona (14a etapa)